# Paul Winfield
Paul Edward Winfield (Los Angeles, Kalifornija, 22. svibnja 1939. – Los Angeles, 7. ožujka 2004.), američki glumac i komičar, osvajač Emmya i nominiran za Oscar.
Majka Lois bila je sindikalna organizatorica u industriji rublja, a očuh Clarence građevinar. Pohađao je nekoliko fakulteta. Iskazao se kao glumac, bilo da je riječ o kazalištu, filmu, televiziji ili posuđivanju glasa,koji je bio specifičan.
Partneri su mu bili velikani Sidney Poitier i Denzel Washington.
Najpoznatiji je po ulozi vlč.Martina Luthera Kinga, Jr.
Također je 1998. osvojio Emmya za gostovanje u seriji "Picked Fences".
Od 1998. do smrti bio je pripovjedač u seriji City Confidental.
U privatnom životu otvoreno je iskazivao svoju homoseksualnost, ali je u javnosti skrivao tu činjenicu.
Umro je u 64.godini od srčanog udara.